# Uroczysko Leśne
Uroczysko Leśne (prononciation [urɔˈt͡ʂɨskɔ ˈlɛɕnɛ]) est une localité de la gmina de Krzyżanów, du powiat de Kutno, dans la voïvodie de Łódź, située dans le centre de la Pologne.
Elle se situe à environ 6 kilomètres au nord-est de Krzyżanów (siège de la gmina), 8 kilomètres à l'est de Kutno (siège du powiat) et 50 kilomètres au nord de Łódź (capitale de la voïvodie).

## Administration
De 1975 à 1998, la localité était attachée administrativement à l'ancienne voïvodie de Płock.

Depuis 1999, elle fait partie de la nouvelle voïvodie de Łódź.